# Anne-Lise Grobéty
Pour les articles homonymes, voir Grobéty.
Anne-Lise Grobéty, née le 21 décembre 1949 à La Chaux-de-Fonds et décédée le 5 octobre 2010 à Neuchâtel, est une femme de lettres et femme politique suisse.

## Biographie
Anne-Lise Grobéty est née à La Chaux-de-Fonds le 21 décembre 1949, première de deux filles d'une famille ouvrière. Après les cinq ans d'école primaire, elle entre pour quatre ans au Gymnase de la ville où ses professeurs de français remarquent rapidement, et encouragent, ses aptitudes à l'écriture. Son baccalauréat en poche, elle s'inscrit à la Faculté des lettres de l'Université de Neuchâtel où elle ne trouve cependant pas son compte. C'est alors qu'elle publie Pour mourir en février aux Éditions des « Cahiers de la Renaissance vaudoise » (1970) que dirige Bertil Galland. Le roman connaît un succès immédiat. Dès la publication de ce premier texte, Anne-Lisse Grobéty « a fait preuve d’un intérêt, jamais démenti, pour l’expérience féminine ». En 1969, elle s'engage comme stagiaire-journaliste à La Feuille d'Avis de Neuchâtel (devenue L'Express) où elle travaille notamment sous la direction de Claude-Pierre Chambet, qui ne cachera jamais son admiration pour les talents littéraires de la stagiaire Grobéty. Elle se consacrera ensuite à l'écriture. S'ensuivront de nombreux autres romans, poèmes et nouvelles qui lui vaudront d'obtenir en 2000 le Grand prix C.F. Ramuz pour l'ensemble de son œuvre.
Parallèlement, Anne-Lise Grobéty s'engage en politique et est élue députée socialiste du Val-de-Ruz au Grand Conseil neuchâtelois pendant neuf ans. Elle décède des suites d'une longue maladie à Neuchâtel le 5 octobre 2010,. Le Gouvernement cantonal présente ses condoléances à sa famille et à ses proches.

## Œuvres
- Pour mourir en février, roman, Cahiers de la Renaissance vaudoise, 1970 ; rééditions par les éditions Bertil Galland (Vevey, 1975) puis par les éditions 24 Heures (Lausanne, 1984), avec une édition « Poche Suisse » aux éditions L'Âge d'homme (Lausanne, 1988)
- Zéro positif, roman, Bertil Galland, Vevey, 1975
- Maternances, poèmes (avec des gravures d'Armande Oswald), éditions Galerie Ditesheim, Neuchâtel, 1979
- La Fiancée d'hiver
- Contes-Gouttes, Bernard Campiche, La Tour-de-Peilz, 1986 et 1994
- Infiniment plus, roman, Bernard Campiche, Yvonand, 1989
- Jours et contre-jours
- Une bouffée de bonheur !
- Belle dame qui mord, récits, Bernard Campiche, Yvonand, 1992
- Non non ma fille : nouvelle
- Défense d'entrer et autres nouvelles, Éditions Zoé, Genève, 1996
- Compost blues, Association suisse des libraires de langue française, 2000
- Le Temps des Mots à Voix basse, roman pour la jeunesse, La Joie de lire, Genève, 2001
- Amour mode majeur
- Du mal à une mouche, La Joie de lire, Genève, 2004
- La corde de mi, roman, Bernard Campiche, 2006
- Jusqu'à pareil éclat, Bernard Campiche, 2007
- L'abat-jour, récit, Éditions d’Autre part, 2008

### Ouvrages collectifs
- Écriture féminine ou féministe ?, Éditions Zoé, Genève, 1983
- Ce nom qui est devenu le sien, in Écriture, 48, 1996 (à propos d'Alice Rivaz)
- Intervalles, revue consacrée à Monique Saint-Hélier

## Prix et distinctions
- 1969 : Prix Georges-Nicole pour Pour mourir en février[5]
- 1975 : Prix Schiller pour Zéro positif[8]
- 1986 : Prix Rambert pour La fiancée d'hiver
- 2000 : Grand prix C.F. Ramuz pour l'ensemble de son œuvre
- 2001 : Prix Saint-Exupéry pour Le temps des mots à voix basse
- 2002 : Prix Sorcières pour Le temps des mots à voix basse
- 2004 : (international) « Honour List »[9] de l'IBBY pour Le temps des mots à voix basse
- 2007 : Prix Coup de cœur Lettre frontière pour La corde de mi
- 2007 : Prix Bibliomedia pour La corde de mi